# 1-Fluorpentano
1-Fluorpentano é o composto orgânico de fórmula C5H11F, SMILES CCCCCF e massa molecular 90,14. Apresenta ponto de fusão -120 °C, ponto de ebulição 62-63 °C, densidade 0,789 g/mL e ponto de fulgor -22 °C. É irritante e inflamável. É classificado com o número CAS 592-50-7, CBNumber CB5220847 e MOL File 592-50-7.mol.